# Russiske Føderations Helt
Russiske Føderations Helt (russisk: Герой Российской Федерации) er en russisk orden. Udmærkelsen blev indstiftet 20. marts 1992 og består af ærestitlen og, som et synligt tegn på denne, et ordenstegn. Ærestitlen Russiske Føderations Helt tildeles af Ruslands præsident. Russiske Føderations Helt er Ruslands fornemste udmærkelse.
Æresbevisningen Russiske Føderations Helt har udmærkelsen Sovjetunionens Helt som forbillede.

## Insignier
Det synlige tegn på ærestitlen Russiske Føderations Helt består af en mangesidet femtakket stjerne ophængt i et bånd i den russiske trikolores farver, hvidt, blåt og rødt.
Ordenstegnet er udformet efter model af ordenstegnet for Sovjetunionens Helt.

## Kendte modtagere
Blandt modtagerne af udmærkelsen Russiske Føderations Helt er kosmonauterne Jurij Gidzenko og Jurij Malentjenko, langrendsløberne Ljubov Jegorova og Larisa Lazutina og bryderen Aleksandr Karelin. Tjetjeniens præsident Akhmad Kadyrov blev tildelt udmærkelsen posthumt. Hans søn Ramzan Kadyrov, også præsident i Tjetjenien, er også udnævnt til Russiske Føderations Helt. Kaptajnen på ubåden "Kursk", Gennadij Ljatjin, blev udråbt til Russiske Føderations Helt posthumt.

## Ekstern henvisning
- звании Героя Российской Федерации Arkiveret 20. februar 2012 hos  Wayback Machine, Kommissionen for statslige udmærkelser under Præsidenten for Den Russiske Føderation.